# Бернсвілл (Західна Вірджинія)
Бернсвілл (англ. Burnsville) — місто (англ. town) в США, в окрузі Брекстон штату Західна Вірджинія. Населення — 394 особи (2020).

## Географія
Бернсвілл розташований за координатами 38°51′40″ пн. ш. 80°39′10″ зх. д. / 38.86111° пн. ш. 80.65278° зх. д. (38.861197, -80.652696).  За даними Бюро перепису населення США в 2010 році місто мало площу 2,82 км², з яких 2,74 км² — суходіл та 0,09 км² — водойми.

## Демографія
Згідно з переписом 2010 року, у місті мешкало 510 осіб у 205 домогосподарствах у складі 133 родин. Густота населення становила 181 особа/км².  Було 253 помешкання (90/км²).
Расовий склад населення:
| - 97,3 % — білих - 1,2 % — корінних американців - 0,2 % — вихідців з тихоокеанських островів |

До двох чи більше рас належало 1,4 %. Частка іспаномовних становила 1,2 % від усіх жителів.
За віковим діапазоном населення розподілялося таким чином: 22,5 % — особи молодші 18 років, 59,5 % — особи у віці 18—64 років, 18,0 % — особи у віці 65 років та старші. Медіана віку мешканця становила 41,4 року. На 100 осіб жіночої статі у місті припадало 93,2 чоловіків;  на 100 жінок у віці від 18 років та старших — 88,1 чоловіків також старших 18 років.
Середній дохід на одне домашнє господарство  становив 46 942 долари США (медіана — 34 000), а середній дохід на одну сім'ю — 56 532 долари (медіана — 48 472). За межею бідності перебувало 23,9 % осіб, у тому числі 18,2 % дітей у віці до 18 років та 16,4 % осіб у віці 65 років та старших.
Цивільне працевлаштоване населення становило 184 особи. Основні галузі зайнятості: освіта, охорона здоров'я та соціальна допомога — 27,7 %, будівництво — 16,3 %, науковці, спеціалісти, менеджери — 15,8 %.